# HD 72561
HD 72561 är en ensam stjärna belägen i den norra delen av stjärnbilden Vattenormen. Den har en skenbar magnitud av ca 5,87 och är svagt synlig för blotta ögat där ljusföroreningar ej förekommer. Baserat på parallaxmätning inom Hipparcosuppdraget på ca 2,0 mas, beräknas den befinna sig på ett avstånd på ca 1 600 ljusår (ca 500 parsek) från solen. Den rör sig bort från solen med en heliocentrisk radialhastighet på ca 1,6 km/s.

## Egenskaper
HD 72561 är en orange till gul jättestjärna av spektralklass G5 III. Den har en massa som är ca 4,6 solmassor, en radie som är ca 48 solradier och har ca  1 100 gånger solens utstrålning av energi från dess fotosfär vid en effektiv temperatur av ca 4 800 K.
Reffert et al. rapporten ger två olika uppsättningar resultat, beroende på om stjärnan befinner sig på horisontella grenen eller röda jättegrenen. Parametrarna som anges ovan gäller för en horisontell grenstjärna, eftersom sannolikheten för att den är en horisontell grenstjärna är 99 procent.